# Dolci
Pour les articles homonymes, voir Dolci (homonymie).
Dolci est un village de la municipalité de Orahovica (Comitat de Virovitica-Podravina), dans l'est de la Croatie.